# 梁信
梁信（1926年3月2日—2017年1月28日），原名郭良信，笔名金城、文也凡等，男，籍贯山东，生于吉林扶余，中国编剧、作家。著有电影文学剧本《碧海丹心》、《红色娘子军》等。

## 奖项和荣誉
2016年获中国电影金鸡奖终身成就奖。

## 家庭
女儿梁丹妮、女婿冯远征。